# All My Love (canción de Major Lazer)
"All My Love" es una canción del proyecto de música electrónica jamaiquino-estadounidense Major Lazer con voces de la cantante estadounidense Ariana Grande. Fue lanzado el 13 de noviembre de 2014 como la quinta canción de la banda sonora de The Hunger Games: Mockingjay, Part 1 (2014) de Republic Records. La canción fue escrita por Grande, Ella Yelich-O'Connor y Karen Ørsted con la producción a cargo de Boaz van de Beatz, Jr Blender y Diplo, miembro del Major Lazer. Es una canción electropop con elementos de dancehall. Recibió críticas positivas de críticos de música que complementaron la producción de la canción.
Comercialmente, la pista se realizó modestamente en Bélgica y se trazó en Francia y el Reino Unido. El 21 de enero de 2015 se lanzó un remix de la canción con la voz de Grande y el cantante soca Machel Montano, y aparece como la última canción del tercer álbum de estudio de Major Lazer, Peace is the Mission (2015). Cuenta con una interpolación de la canción de 1997 de Aqua "Lollipop (Candyman)". Esta versión tuvo un desempeño modesto en Bélgica y se registró en Canadá, alcanzando un máximo de 15 y 87, respectivamente.

## Fondo y lanzamiento
"All My Love" fue escrita por Lorde (acreditada con su nombre de nacimiento, Ella Yelich-O'Connor), Ariana Grande y Karen Ørsted, mientras que la producción de la canción fue a cargo de Boaz van de Beatz, Jr Blender y Diplo. , un miembro de Major Lazer. Derivado el 13 de noviembre de 2014 antes de la fecha de lanzamiento oficial, "All My Love" se incluyó como la quinta pista del álbum de la banda sonora de la película The Hunger Games: Mockingjay - Parte 1.
Como Lorde quería que "All My Love" se incluyera en la banda sonora de la película, Diplo se apresuró a producir la canción. En una anotación publicada a Genius que escribió Diplo, mencionó que estaba de vacaciones en Londres al mismo tiempo que Grande estaba allí. Se las arregló para ponerse en contacto con ella y "ir y venir con ciertas mezclas". Diplo dijo que estaba dispuesto a "arruinar" y sorprender a las personas con "este tipo de colaboración.

## Composición y recepción.
"All My Love" es una canción electropop, con elementos de dancehall. Tom Breihan de Stereogum lo comparó con el sencillo anterior de Grande, "Break Free" (2014), con el DJ ruso-alemán Zedd. Bradley Stern de Idolator describió su producción como con sonidos "ricos y tribales" y "pulsaciones de pista de baile inclinadas de los 90". El exclamado escritor Alex Hudson dijo que la canción era un "golpe electrónico con ritmos en tu cara y una crisis maníaca". Hudson dijo que la yuxtaposición de los "ritmos extraños" de la canción con las voces de Grande construyen una "fundación pop más bien dócil".

## Remix
El 21 de enero de 2015, se lanzó una versión de remix con voces de Ariana Grande y el cantante de soca Machel Montano. Aparece como la novena pista en el tercer álbum de estudio de Major Lazer, Peace Is the Mission (2015). Thomas Pentz, miembro de Major Lazer, coescribió la canción con los productores Boaz de Jong, Philip Meckseper, Gamal Doyle y el artista destacado Machel Montano.

## Créditos y personal
'Personal'
Créditos adaptados de las notas de The Hunger Games: Mockingjay, Part 1 (Original Motion Picture Soundtrack) y Peace Is the Mission. Todo el personal contribuyó a las versiones solo y remix, excepto donde se indique.
- Major Lazer artista principal, producción
- Ariana Grande voz invitada, composición
- Lorde composición
- MØ composición
- Boaz van de Beatz producción
- Machel Montano – voz invitada, composición (Remix solo)
- Thomas Pentz – composición (Remix solo)
- Philip Meckseper – composición (Remix solo)
- Gamal Doyle – composición (Remix solo)

## Listas
| Listas 2014-16                                        | Posición | Ref    |
| ----------------------------------------------------- | -------- | ------ |
| Bélgica (Ultratip Flanders)                           | 35       | [ 10 ] |
| Bélgica (Ultratip Wallonia)                           | 34       | [ 11 ] |
| Francia (SNEP)                                        | 135      | [ 12 ] |
| Escocia(Official Charts Company)                      | 82       | [ 13 ] |
| Reino Unido (Official Charts Company)                 | 194      | [ 14 ] |
| Estados Unidos Hot Dance/Electronic Songs (Billboard) | 15       | [ 15 ] |

REMIX Posiciones
| Listas 2015                                           | Posición |
| ----------------------------------------------------- | -------- |
| Canadá(Canadian Hot 100)                              | 87       |
| Estados Unidos Hot Dance/Electronic Songs (Billboard) | 15       |

REMIX Posiciones A Ultimo Año
| Listas 2015                                           | Posición | Ref    |
| ----------------------------------------------------- | -------- | ------ |
| Estados Unidos Hot Dance/Electronic Songs (Billboard) | 66       | [ 18 ] |